# Lockheed R6V
O Lockheed R6V Constitution era uma aeronave de transporte larga desenvolvida nos anos 40 pela Lockheed para ter um longo alcance, alta capacidade de transporte e também era usado como avião comercial. Os primeiros usuários foram a Pan American Airlines e Marinha Americana.

## Especificações (R6V BuNo 85164)
Descrições gerais
- Tripulação: 12
- Capacidade: 168 passageiros
- Comprimento: 47,6 m (160 ft)
- Envergadura: 57,6 m (190 ft)
- Altura: 15,4 m (51 ft)
- Área alar: 335,4 m² (3 610 ft²)
- Peso vazio: 51 610 kg (114 000 lb)
- Peso bruto (carregado): 72 600 kg (160 000 lb)
- Peso de decolagem: 83 460 kg (184 000 lb)

Motorização
- Número de motores: 4x
- Tipo do motor: Motor a pistão radial
- Fabricante/modelo: Pratt & Whitney R-4360
- Potência por motor: 3 000 hp (2 240 kW)

Performance
- Velocidade máxima: 490 km/h (304 mph)
- Velocidade de cruzeiro (km/h): 418 km/h (260 mph)
- Alcance: 8 670 km (5 390 mi)
- Razão de subida: 2,1 m/s
- Tecto de serviço: 8 700 m (28 500 ft)